# Жука де Олівейра
Хосе Жука де Олівейра Сантос (нар. 16 березня 1935, Сан-Роке, Сан-Паулу, Бразилія) — бразильський актор.

## Життєпис
Народився 16 березня 1935 року у Сан-Паулу. Навчався у Сан-Рокі, а потім переїхав до столиці штату, де вступив на юридичний факультет університету Сан-Паулу. 
Відомий своїми ролями в мильних операх, зокрема у таких проєктах як «Ніно», «О Італьяніньо» (1969), «Сарамандая» (1976) та «Клон» (2001)
.
Його останні роботи на телебаченні — «Avenida Brasil» (2012), «Flor do Caribe» (2013), «Os Experientes» (2015), «Além do Tempo» (2015) і «O Outro Lado do Paraíso» (2017).
Він був одружений з Деборою Дуарте (з 1965 до 1969) і Клаудією Мелло (з 1970 до 1971). З 1973 року — у шлюбі з Марією Луїзою, матір'ю його єдиної доньки Ізабелли.

## Фільмографія
Фільми
- 1967: Case of the Naves Brothers — Себастьян Naves
- 1972: O Jogo da Vida e da Morte — Клаудіо
- 1977: À Flor da Pele — Марсело
- 1982: Perdida Em Sodoma — Сікейра
- 1982: Deu Veado na Cabeça
- 1983: A Mulher, a Serpente e a Flor
- 1999: Other Stories
- 2001: Bufo & Spallanzani — Prof. Ceresso
- 2004: Onde Anda Você — Фелісіо Баретто
- 2007: The Sign of the City — Анібал
- 2016: De Onde Eu Te Vejo — Афонсо

Мильні опери
- 1964: Quando o Amor É Mais Forte (Tupi)
- 1964: Gutierritos, o Drama dos Humildes (Tupi) — Jorge
- 1965: O Cara Suja (Tupi) — Вальдемар
- 1965: A Outra (Tupi) — Вісенте
- 1966: A Inimiga (Tupi) — Маурісіо
- 1966: A Ré Misteriosa (Tupi) — Сільвіо
- 1967: Angústia de Amar (Tupi) — Рональд
- 1967: Paixão Proibida (Tupi)
- 1967: Estrelas no Chão (Tupi) — Гораціо
- 1968: O Homem que Sonhava Colorido (Tupi)
- 1969: Nino, o Italianinho (Tupi) — Ніно
- 1971: A Fábrica (Tupi) — Фабіо
- 1972: Camomila e Bem-me-Quer (Tupi) — Бруно
- 1973: O Semideus (Globo) — Альберто Парейрас
- 1974: Fogo sobre Terra (Rede Globo) — Педро Azulão
- 1976: Saramandaia (Rede Globo) — João Gibão
- 1977: Espelho Mágico (Rede Globo) — Jordão Amaral
- 1978: Pecado Rasgado (Rede Globo) — Htyfne
- 1982: Ninho da Serpente (Bandeirantes) — Dr. Almeida Prado
- 1983: Parabéns pra Você (Rede Globo) — Волбер
- 1990: Brasileiras e Brasileiros (SBT)
- 1993: Fera Ferida (Rede Globo) — Professor Praxedes
- 1995: As Pupilas do Senhor Reitor (SBT) — Father Antônio
- 1995: A Idade da Loba (Bandeirantes) — Jordão
- 1997: Os Ossos do Barão (SBT) — Egisto Ghirotto
- 1998: Torre de Babel (Rede Globo) — Agenor da Silva
- 2000 Vidas Cruzadas (Record) — Aquiles
- 2001: O Clone (Rede Globo) — Augusto Albieri
- 2005: Mad Maria (Rede Globo, miniseries) — Stephan Collier
- 2007: Amazônia, de Galvez a Chico Mendes (Rede Globo) — José de Carvalho
- 2008: Queridos Amigos (Rede Globo, minissérie) — Alberto
- 2011: Araguaia (Globo) — Gabriel
- 2012: Avenida Brasil (Rede Globo) — Santiago
- 2013: Flor do Caribe (Rede Globo) — Samuel
- 2017: O Outro Lado do Paraíso — Natanael Mello
- 2015: Os Experientes — Napoleão Roberto Junqueira da Costa